# Legousia hybrida
Legousia hybrida é uma espécie de planta com flor pertencente à família Campanulaceae. 
A autoridade científica da espécie é (L.) Delarbre, tendo sido publicada em Flore d'Auvergne ed. 2: 47. 1800.

## Portugal
Trata-se de uma espécie presente no território português, nomeadamente em Portugal Continental, no Arquipélago dos Açores e no Arquipélago da Madeira.
Em termos de naturalidade é nativa de Portugal Continental e do Arquipélago da Madeira, sendo possivelmente introduzida no Arquipelago dos Açores.

## Protecção
Não se encontra protegida por legislação portuguesa ou da Comunidade Europeia.